# Phyu Phyu Thin
Phyu Phyu Thin (IPA:  [pʰjù pʰjù θɪ́ɰ̃]; en birmano: ဖြူဖြူသင်း; 23 de diciembre de 1971) es una política birmana y activista contra el VIH/sida que se desempeñó como diputada de la Cámara de Representantes del municipio de Mingala Taungnyunt desde 2012 hasta su destitución en el golpe de Estado de 2021.

## Encarcelamiento político

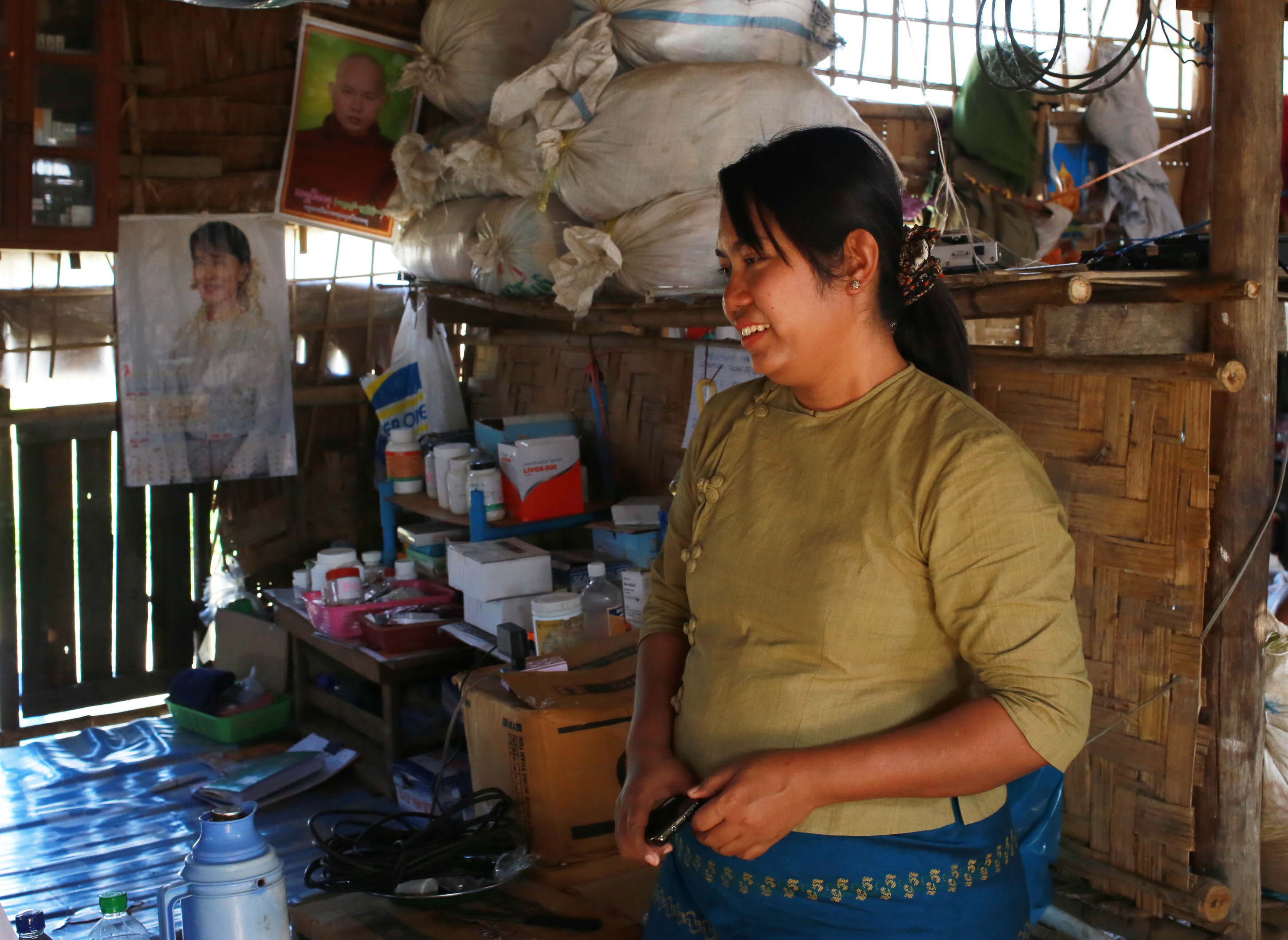
Phyu Phyu Thin hablando con pacientes dentro de su centro de cuidados paliativos para el VIH en las afueras de Yangon, Myanmar, el 27 de enero de 2013.

El 21 de mayo de 2007, Phyu Phyu Thin fue arrestada por la policía en Yangon por organizar una manifestación de oración para pedir la liberación de la líder detenida de la Liga Nacional para la Democracia, Aung San Suu Kyi. Nunca contó el delito que había cometido, pero estuvo detenida más de un mes hasta que fue liberada el 2 de julio de 2007.
Como activista, Phyu Phyu Thin ha sido una crítica abierta del Consejo Estatal de Paz y Desarrollo, que dice que está subestimando el número de casos de VIH y sida en Myanmar. Opera una clínica en Yangon que brinda tratamiento, medicamentos y asesoramiento a pacientes con VIH y sida. El Departamento de Estado de Estados Unidos también pidió la liberación de Phyu Phyu Thin.
Mientras estaba detenido, Phyu Phyu Thin organizó una huelga de hambre, tomando solo líquidos durante aproximadamente una semana. Su familia, a la que no se le había dicho dónde estaba detenida, dijo que presentaría el caso de una persona desaparecida a la policía.
Phyu Phyu Thin ya había sido detenida en 2000, después de que la policía se las llevara a ella y a otros partidarios de Suu Kyi de un mitin por Suu Kyi. Estuvo detenida durante un tiempo en la prisión de Insein.

## Reconocimiento internacional
En 2007, People in Need otorgó a Phyu Phyu Thin, junto con sus compañeros de prisión Su Su Nway y Nilar Thein, su Premio Homo Homini.

## Carrera política
Phyu Phyu Thin fue elegida para un escaño parlamentario en el distrito electoral de Mingala Taungnyunt de la cámara baja (Pyithu Hluttaw), en las elecciones parciales de 2012. En las elecciones generales de Myanmar de 2015, fue reelegida como diputado del Pyithu Hluttaw por el municipio de Mingala Taungnyunt.